# Irshaad Fatehmahomed
Irshaad Fatehmahomed is een Surinaams ondernemer en politicus. Sinds 2025 is hij lid van De Nationale Assemblée als lid van de Nationale Partij Suriname (NPS).

## Biografie
Irshaad Fatehmahomed begon in 2006 zijn bedrijf Engineering Surveys NV.
Hij is actief lid van de Nationale Partij Suriname (NPS) en was onder meer in 2015 lid van de werkgroep Planning en Ontwikkeling van het Johan Adolf Pengel Instituut (Japin). In december 2020 werd hij gekozen als lid van het hoofdbestuur van de partij.
Hij was kandidaat voor de NPS in 2020 in Paramaribo  en in 2025 opnieuw op de landelijke lijst. Tijdens de laatste verkiezingen werd hij verkozen tot lid van De Nationale Assemblée.